# Torpedowce typu Storm
Torpedowce typu Storm – norweskie torpedowce z końca XIX wieku. W 1898 roku w stoczni Horten Verft w Horten zbudowano trzy okręty tego typu. Jednostki weszły w skład norweskiej marynarki w 1898 roku. W 1931 roku ze służby został wycofany „Trods”, a pozostałe dwie jednostki dotrwały do kampanii norweskiej w 1940 roku. „Storm” został 13 kwietnia 1940 roku zniszczony przez Luftwaffe, a „Brand” został zdobyty przez Niemców i wcielony do Kriegsmarine. Zwrócony po wojnie, został złomowany w 1945 roku.

## Projekt i budowa
Torpedowce 1. klasy typu Storm zostały zaprojektowane w niemieckiej stoczni Schichau na bazie torpedowców typu S 67 .
Wszystkie trzy okręty zbudowane zostały w stoczni Horten Verft . Nieznane są daty położenia ich stępek, a zwodowane zostały w 1898 roku .
| Okręt   | Stocznia | Wodowanie        | Wejście do służby | Los                                            |
| ------- | -------- | ---------------- | ----------------- | ---------------------------------------------- |
| „Storm” | Horten   | 1 czerwca 1898   | 1898              | zatopiony 13 kwietnia 1940                     |
| „Brand” | Horten   | 22 września 1898 | 1898              | zdobyty przez Niemców w 1940, złomowany w 1945 |
| „Trods” | Horten   | 14 marca 1898    | 1898              | wycofany w 1931                                |

## Dane taktyczno-techniczne
Okręty były torpedowcami o długości całkowitej 39,9 metra, szerokości 4,8 metra i zanurzeniu od 1,1 metra na dziobie do 2,15 metra na rufie . Wyporność normalna wynosiła 83 tony, a pełna 107 ton . Jednostki napędzane były przez pionowe maszyny parowe potrójnego rozprężania o mocy 1100 KM, do których parę dostarczały dwa kotły . Prędkość maksymalna napędzanych jedną śrubą okrętów wynosiła 21 węzłów . Jednostki zabierały zapas 17 ton węgla .
Na uzbrojenie artyleryjskie torpedowców składały się dwa pojedyncze działka kalibru 37 mm QF Hotchkiss L/45 . Broń torpedową stanowiły dwie pojedyncze wyrzutnie kal. 450 mm .
Załoga pojedynczego okrętu składała się z 23 oficerów, podoficerów i marynarzy .

## Służba
Wszystkie trzy torpedowce typu Storm zostały wcielone w skład Królewskiej Marynarki Wojennej w 1898 roku . Najszybciej, w 1931 roku skreślony z listy floty został „Trods”. W trakcie kampanii norweskiej w 9 kwietnia 1940 roku „Brand” zostały zdobyty przez Niemców, po czym przyjęty w skład Kriegsmarine pod nazwą „Tarantel”  . „Storm” uczestniczył w obronie Bergen, a 13 kwietnia 1940 roku został zniszczony przez niemieckie lotnictwo . „Brand” został zwrócony Norwegii w maju 1945 roku i następnie złomowany  .